# 大木 (守谷市)
大木（おおき）は、茨城県守谷市の大字。旧北相馬郡大木村。郵便番号は302-0107。

## 地理
守谷市北部に位置する。地域の中央を鬼怒川が流れ、地域の東部を県道野田牛久線・県道58号取手豊岡線が通る。また、地域内に県立守谷高等学校がある。
東は薬師台、緑、西は野田市木野崎、南は野木崎、北は板戸井と接している。

### 小字
大木には50の小字が存在する。以下の小字のうち高崎、高崎下、前田、薬師堂の各一部は、緑一・二丁目に編入された。
- 馬乗場
- 大木
- 大木流作
- 沖割
- 枯松
- 川州
- 木戸口
- 金糞
- 香取谷
- 蒲立
- 上島
- 観音前
- 鬼怒割
- 栗山
- 小水門
- 境割
- 山王前

- 神田ケ入
- 水神前
- 高崎
- 高崎下
- 台
- 大日下
- 大日下沖
- 出津
- 寺下
- 遠鹿台
- 遠中州
- 道祖神
- 利根割
- 中押
- 中島
- 中州
- 中根

- 中割
- 楢山
- 西大木
- 西久保
- 根押
- 稗売
- 稗穀
- 東
- 古川押
- 前島
- 前田
- 前通
- 前山
- 松前
- 松山
- 薬師堂

#### 廃止された小字
以下の小字は、緑一丁目・緑二丁目の一部となり消滅した。
- 川中子
- 胎ノ脇
- 遠高崎
- 中ノ台

### 河川
- 鬼怒川 - 地域の中央を流れる一級河川。かつて鬼怒川は当地を通っていなかったが、利根川東遷事業の一環で掘削された。

## 歴史

### 利根川掘削以前
当地域は、古くは守谷郷に属し、全域が下総国相馬郡大木村となっていた。
元は鬼怒川は流れていなかったが、鬼怒川掘削のために働いていた内守谷村の人夫が1625年（寛永2年）に土砂崩れで死亡した記録があることから、それ以前に鬼怒川の掘削が始まっていたと推測され、1634年（寛永11年）ごろ掘削が完成したと考えられている。また、その頃は隣の板戸井村同様に一色氏の知行所であった。

### 大木新田（鬼怒川西岸）
寛永年間に行われた鬼怒川の掘削以後、西岸の三角州低地の入植が行われ大木新田が成立した。しかし、河川に囲まれた低地であることから洪水の被害に遭うことが多く、人々は「流作場」と称するようになり、現在でも「大木流作」の呼び名が残っている。流作場での農業は洪水を覚悟の上で行わねばならなかったが、領主も状況を考慮して平年でも年貢を少なくするなどの措置を取り、三年に一度収穫があれば暮らせると言われた。また、大木流作地区の開発は近隣の相馬郡鹿小路村（現：常総市内守谷町字鹿小路）、葛飾郡目吹村（現：野田市目吹）、葛飾郡保木間村（現：野田市）の三家によって始められたと伝えられ、その三家はそれぞれ「上の家（かみのうち）」、「中の家（なかのうち）」、「下の家（しものうち）」と称され、それぞれ地域の北・中・南部に居を構えた。その後も入植が行われ、江戸時代末期には17戸となった。1877年（明治10年）には大木村と合併し、再び大木村の一部となり、明治、大正を経て、第二次世界大戦後の1946年（昭和21年）になると、山形県出身者を中心とした満州からの引揚者が「大八洲（おおやしま）開拓農業協同組合」を組織し、当地の開墾をさらに進めた。大木流作地区は近代的に整備された田園地帯となると共に、酪農も行われるようになった。そして、2006年（平成18年）には、田畑が約370ha、牧草地約70ha、酪農血約20ha、居住戸数21戸を数えたが、水害が懸念されることから住民の利根川東岸への住居移転が進められ、2007年（平成20年）には完了した。現在では当地は無人地帯となっているが、周辺地域が市街化する昨今においても広大な田園地帯が広がり、畑作や酪農が今なお続けられている。
また、江戸時代には洪水対策のために住居を建てる土地は盛土が行われるなどの工夫が行われていた。

### 大木
台地と谷戸が入り組んだ土地であることから、大木新田とは対照的に台地に住宅、谷戸や低地を水田として土地利用が行われていた。また、鬼怒川掘削後は舟乗りを家業とする者が多く、男は常時家にいる者が少なくなっていたので、壬申戸籍作成のための人口調査時には人口調査の延期を願い出ている。
「旧高旧領取調帳」によると、幕末には田安領（484石6斗2升）と幕府領（31石6斗4升9合）となっており、幕末より下総野鎮撫府、下総知事県の管轄となり、1869年（明治2年）には葛飾県、1871年（明治4年）には印旛県の管轄となり、1873年（明治6年）の大区小区制では第十四大区六小区となったが、これは本来は仮定であり、実地不便の向きもあるということを理由に第五大区七小区へと再編されている。また、同年千葉県となる。1875年（明治8年）には千葉県から茨城県に移管され、第九大区二小区となる。1877年（明治10年）には大木新田が再度大木村へと編入され、1878年（明治11年）の郡区町村制では大区小区の区分けが廃止。同時に相馬郡が利根川を境に南相馬郡と北相馬郡に分離し、北相馬郡大木村となる。1889年（明治22年）3月1日には同じ北相馬郡の板戸井村、大山新田、立沢村と合併し、大木は大井沢村の大字となり、1955年（昭和30年）3月1日には同じく北相馬郡守谷町、大野村、高野村と合併し、守谷町の大字となる。1983年（昭和58年）には守谷市内初の高等学校である県立守谷高等学校が地域内に開校。1988年（昭和63年）11月22日より、地域の一部を工業団地とするために（もりや工業団地）開発が始まり、1993年（平成5年）10月29日には緑一・二丁目として分離した。2002年（平成14年）2月2日の守谷市の市制施行により、守谷市の大字として現在に至る。

### 地名の由来
地域内にある大円寺の大椋の樹が大木であったことから「大木」とした。

### 沿革
- 1625年（寛永2年） 西の一部（後の大木新田）を開墾[8]。
- 1634年（寛永11年）頃 鬼怒川の掘削が完成したと考えられている。その後、大木村より大木新田が分離。
- 1868年（慶応4年）
  - 6月26日 - 9月3日（旧暦5月7日 - 7月17日） 下総野鎮撫府の管轄となる。
  - 9月23日（旧暦8月8日） 府藩県三治制により、下総知事県の管轄となる。
- 1869年（明治2年）2月23日（旧暦1月13日） 下総知事県に代わり、本格的な行政組織として葛飾県を設置、葛飾県相馬郡板戸井村となる。
- 1871年（明治4年）12月25日（旧暦11月14日） 廃藩置県後の県の統合により、葛飾県が生実県、古河県、佐倉県、関宿県、曾我野県、結城県と合併し、印旛県を設置。印旛県相馬郡大木村となる。
- 1873年（明治6年）
  - 5月 大区小区制により、第十四大区六小区となる。また、すぐに再編成で第五大区七小区となる。
  - 6月15日 印旛県が木更津県と合併し、千葉県を設置。千葉県に属する。
- 1875年（明治8年）5月7日 境界変更により千葉県から茨城県に移管。第九大区二小区となる。
- 1877年（明治10年） 大木村と大木新田が合併し、相馬郡大木村となる。
- 1878年（明治11年）7月22日 郡区町村制施行。同時に相馬郡が、利根川を境に南相馬郡と北相馬郡に分離し、北相馬郡大木村となる。
- 1889年（明治22年）
  - 4月1日 北相馬郡板戸井村、立沢村、大山新田と合併し、北相馬郡大井沢村大字大木となる。
- 1955年（昭和30年） 
  - 1月27日 隣接する板戸井に滝下橋が開通。大木の渡船場を廃止。
  - 3月1日 北相馬郡守谷町、大野村、高野村と合併し、北相馬郡守谷町大字板戸井となる。
- 1985年（昭和60年）5月 常総ニュータウン北守谷地区を松前台五 - 七丁目、薬師台二丁目 - 七丁目の各一部として分離。
- 1993年（平成5年）10月29日 もりや工業団地地区を緑一・二丁目の各一部として分離。
- 2002年（平成14年）2月2日 市制施行により、守谷市大木となる。

## 世帯数と人口
2025年（令和7年）5月1日現在の世帯数と人口は以下の通りである。
| 大字 | 世帯数  | 人口  |
| ---- | ------- | ----- |
| 大木 | 159世帯 | 469人 |

## 交通
守谷市コミュニティバス「モコバス」が地域内を走っている。

### モコバス
地域内には「大木」停留所がある。また、当地域内は右回り、左回り共に同じルートである。
| 系統              | 主要経由地                                     | 行先       | 運行会社 |
| ----------------- | ---------------------------------------------- | ---------- | -------- |
| Aルート（右・左） | 大木・前原・滝下・大木・大野橋・給食センター前 | 守谷駅西口 | ■関鉄    |

## 小・中学校の学区
市立小・中学校に通う場合、学区は以下の通りとなる。
| 番地 | 小学校       | 中学校         |
| ---- | ------------ | -------------- |
| 全域 | 大井沢小学校 | 御所ケ丘中学校 |

## 施設
- 茨城県立守谷高等学校
- 大円寺

## その他
大木村の酉年騒動
1861年（文久元年）に大木村で起きた騒動。当時は尊皇攘夷が盛んに叫ばれる時代で、農村も不安定な状態となっていたが、大木村では大雨による洪水で田畑が荒れ、蓄えていた食糧も失うなど壊滅的な状態となっていた。そこで大木村民は豪農である吉兵衛に貯蔵米の供出を願い出たが拒否され、その場は引き下がった農民たちであったが、相談の後に押しかけることとなった。しかし、吉兵衛は浪人たちを用心棒として雇っていたことから押しかける機会を失い、警備の薄い隣の吉兵衛家の分家へ押しかけ、焼き討ちを行った。また、襲撃時には家族を村内の中ノ台の喜右衛門方へ避難させており、その後に貧農たちは米を持ち出し、吉兵衛浪人を雇ったのはその後の襲撃に備えるためであったという証言も存在するが、文献としては残っていない伝承であり、定かではない。
そのほか、天領である大木村にありながら1868年（慶応4年）に早くも新政府へ協力する態度を取っていた吉兵衛を次郎兵衛という者が幕府へ密告したが、その動きを察知し、にわか作りの東照権現を奉るなどの行動を取り、密告した吉兵衛が虚偽報告として守谷町の二本松で首を刎ねられるという事件も起きている。